# Max Reinhardt
Max Reinhardt, egentlig Maximilian Goldmann, (født 9. september 1873 i Baden ved Wien i Østrig-Ungarn, død 30. oktober 1943 i New York, USA) var en tysk-østrigsk teaterleder og instruktør. 
Gennem første tredjedel af 1900-tallet var han en dominerende kraft i tysk teater. Han ledede ofte en række scener samtidigt: de vigtigste var Deutsches Theater i Berlin og Theater in der Josefstadt i Wien. Han gæstede som instruktør mange scener i Europa og Amerika. I en årrække ledede han festspillene i Salzburg. I 1908-14 var han filminstruktør på flere stumfilm og en filmatisering af Shakespeares En skærsommernatsdrøm (1935) i USA. Da Hitler gik ind i Østrig, måtte Reinhardt og hans hustru, skuespilleren Helene Thimig, flygte til USA, hvor han døde.
Den 18. november 2015 indviede Friedrichstadt-Palast Berlin til ære for sine stiftere Max Reinhardt, Hans Poelzig og Erik Charell under festlige former mindesmærket ved Friedrichstraße 107.